# Aguda
Aguda é uma povoação portuguesa sede da Freguesia de Aguda do Município de Figueiró dos Vinhos, freguesia com 39,67 km² de área e 909 habitantes (censo de 2021), tendo, por isso, uma densidade populacional de 22,9 hab./km².

## História
Foi vila e sede de concelho entre 1212 e o início do século XIX, quando foi integrado no concelho de Maçãs de Dona Maria. Durante a época moderna, era uma das «Cinco Vilas» da Comarca de Chão de Couce (juntamente com Avelar, Chão de Couce, Maçãs de Dona Maria e Pousaflores), tendo todas recebido foral em simultâneo (12 de novembro de 1514). O concelho era constituído por uma freguesia e tinha, em 1801, 1148 habitantes. A partir de 1855 passou a integrar o concelho (atual município) de Figueiró dos Vinhos.

## Demografia
A população registada nos censos foi:
| Distribuição da População por Grupos Etários | Distribuição da População por Grupos Etários | Distribuição da População por Grupos Etários | Distribuição da População por Grupos Etários | Distribuição da População por Grupos Etários |
| -------------------------------------------- | -------------------------------------------- | -------------------------------------------- | -------------------------------------------- | -------------------------------------------- |
| Ano                                          | 0-14 Anos                                    | 15-24 Anos                                   | 25-64 Anos                                   | > 65 Anos                                    |
| 2001                                         | 178                                          | 181                                          | 669                                          | 366                                          |
| 2011                                         | 116                                          | 106                                          | 558                                          | 326                                          |
| 2021                                         | 80                                           | 75                                           | 448                                          | 306                                          |

## Património
- Pelourinho da Aguda
- Casal de São Simão
- Igreja Matriz de Figueiró dos Vinhos
- Capela de Nossa Senhora da Piedade
- Capela de São Pedro
- Capela da Senhora da Piedade de Moinhos Cimeiros
- Capela da Senhora do Amparo
- Capela do Anjo da Guarda
- Capela de São Simão
- Confraria do Santíssimo